# Grotta di Nerja
La grotta di Nerja (in spagnolo: Cueva de Nerja) è un insieme di cuniculi situati nei pressi del villaggio spagnolo di Maro (comune di Nerja, Provincia di Malaga), nella Sierra Almijara, in Andalusia, e scoperti nel 1959.
Il complesso è sito di interesse geologico, biologico ed archeologico ed è stato dichiarato "monumento storico artistico" e "bene di interesse culturale".

## Descrizione
La grotta ha una lunghezza di 4.283 metri e l'area ha una superficie complessiva di 35.484 m2.
La grotta è suddivisa in molte sale, tra cui la Sala del Vestibolo, la Sala dei Fantasmi, la Sala del Cataclisma, la Sala del Presepe e la Sala della Torca.
Il complesso è noto per le particolari formazioni calcaree. Tra queste spicca la più grande stalattite del mondo, della lunghezza di 63 metri.
Nella grotta sono state inoltre rinvenute tracce di insediamenti umani preistorici, quali incisioni rupestri, armi, ossa e gioielli, databili tra i 43.000 e i 12.000 anni prima di Cristo. Complessivamente, si possono ammirare 321 cicli pittorici.
È aperto al pubblico soltanto un terzo dei cuniculi, segnatamente la zona chiamata Galerías Bajas. In alcune sale hanno anche luogo dei concerti durante il periodo estivo: in particolare vi si svolge a luglio un festival di danza e musica.

## Geologia
Le formazioni geologiche della zona sono di origine carsica e risalirebbero a milioni di anni prima di Cristo.
Contribuirono alle particolari formazioni le piogge dell'Alto Miocene e del Basso Pleistocene.

## Storia
La grotta di Nerja fu scoperta il 12 gennaio 1959 da cinque giovani di Maro, Francisco Navas Montesinos, José Luis Barbero de Miguel, José Torres Cárdenas e i fratelli Manuel e Miguel Muñoz Zorrilla.
La popolazione locale era già a conoscenza dell'esistenza di una cavità sotterranea, che era conosciuta come mina del cementerio, ovvero "miniera del cimitero".
Quel giorno di gennaio i cinque giovani decisero di seguire alcuni pipistrelli che uscivano da una stretta fessura. I cinque giovani si addentrarono sino a quella che è conosciuta come "Sala dei Fantasmi", dove rinvennero alcuni scheletri umani.
Qualche giorno dopo, i cinque ragazzi tornarono nella grotta assieme ad alcuni dei loro insegnanti.
Dopo che la scoperta fu resa nota pubblicamente, il 16 aprile dello stesso anno fu organizzata una spedizione ufficiale, a cui prese parte anche un giovane fotografo di Nerja, José Padial Bobadilla. Grazie proprio alle foto scattate da Bobadilla, la grotta di Nerja acquisì la fama in tutto il mondo.
Nel novembre dello stesso anno, una nuova spedizione, guidata da Francisco Navas Montesinos permise di raggiungere la cavità più profonda sinora nota, la Sala del Cataclismo.
Successivamente, ebbero luogo ulteriori spedizioni, patrocinate dalla sezione di speleologia del Museo Archeologico della Provincia di Málaga.
Ad un anno e mezzo dalla scoperta, il 16 giugno 1960, terminarono i lavori di adeguamento del complesso che lo resero accessibile al pubblico.
Il 25 maggio 1961, la grotta di Nerja fu dichiarata dal decreto n. 988 "monumento storico artistico".

## Punti d'interesse

### Sala del Vestibolo
Nella cosiddetta "Sala del Vestibolo" si trova una vetrina in cui sono esposti dei resti umani..

### Sala della Torca
Nella cosiddetta "Sala della Torca" sono visibili disegni rupestri che ritraggono figure antropomorfiche.

### Sala dei Fantasmi
Nella cosiddetta "Sala dei Fantasmi" si possono ammirare disegni rupestri che ritraggono figure simboliche e animali.

### Sala del Presepe
Nella cosiddetta "Sala del Presepe" si può invece ammirare una sepoltura del 6.300 a.C..

## Galleria d'immagini

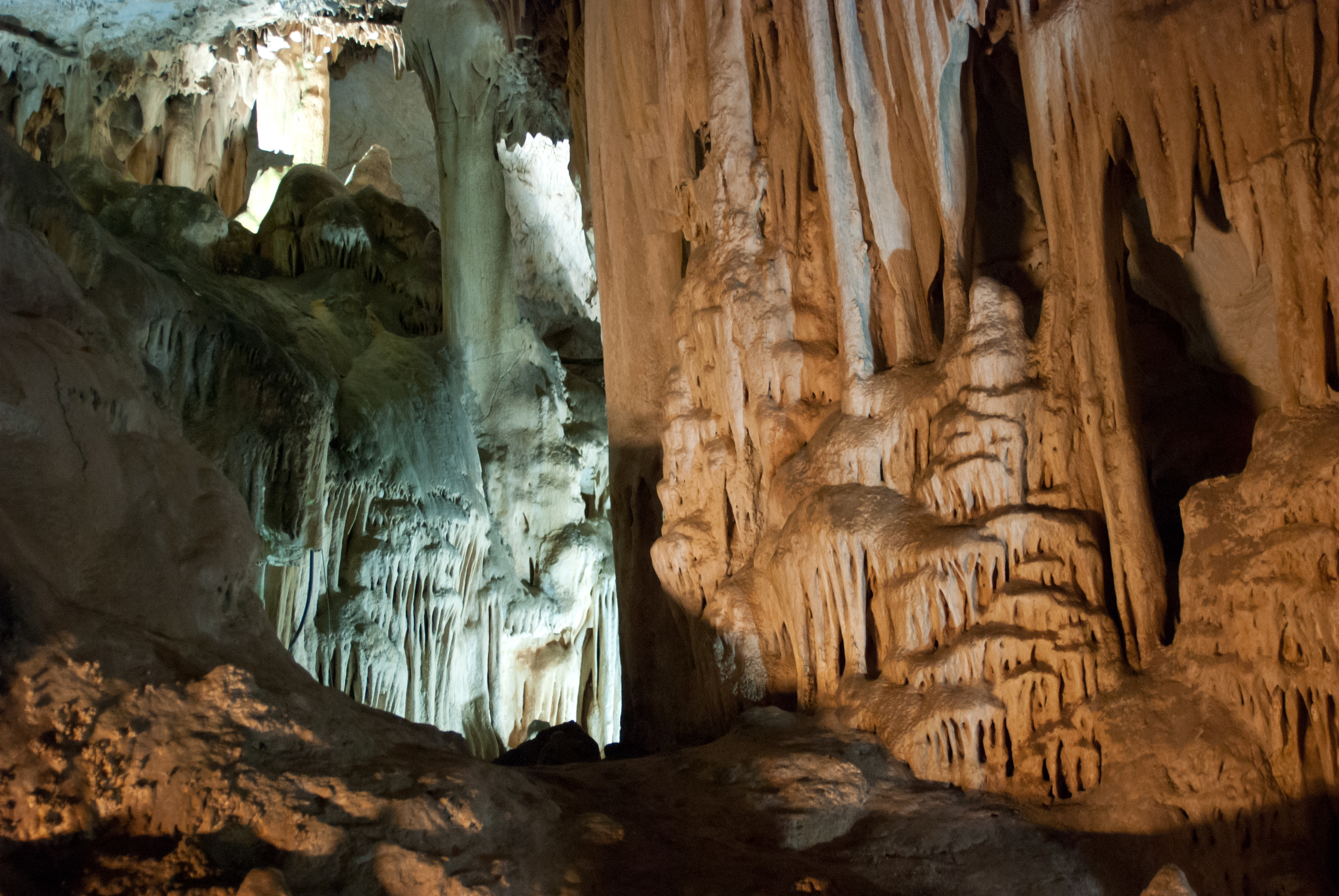
Formazioni geologiche nella grotta di Nerja
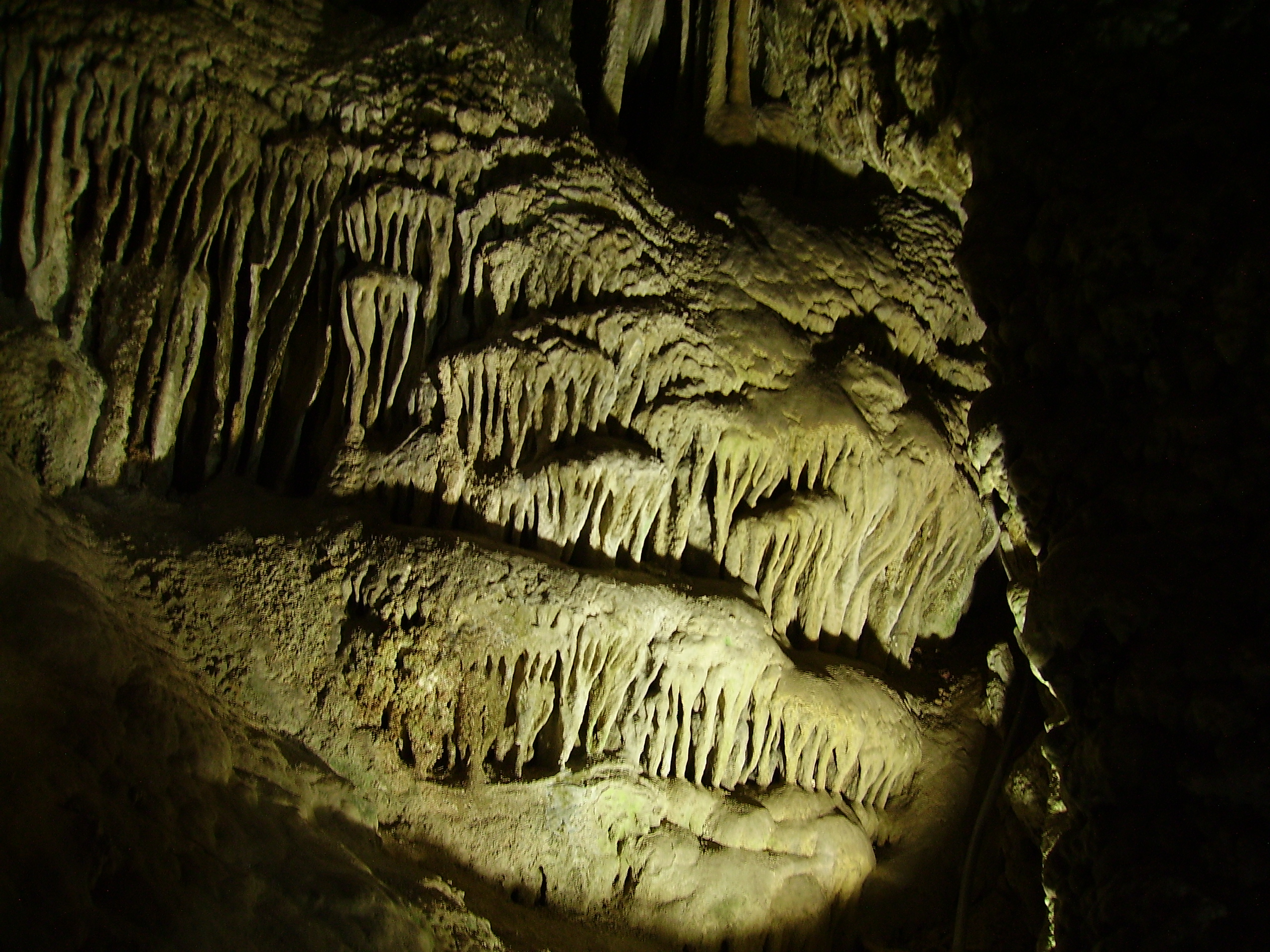
Altre formazioni geologiche nella grotta di Nerja
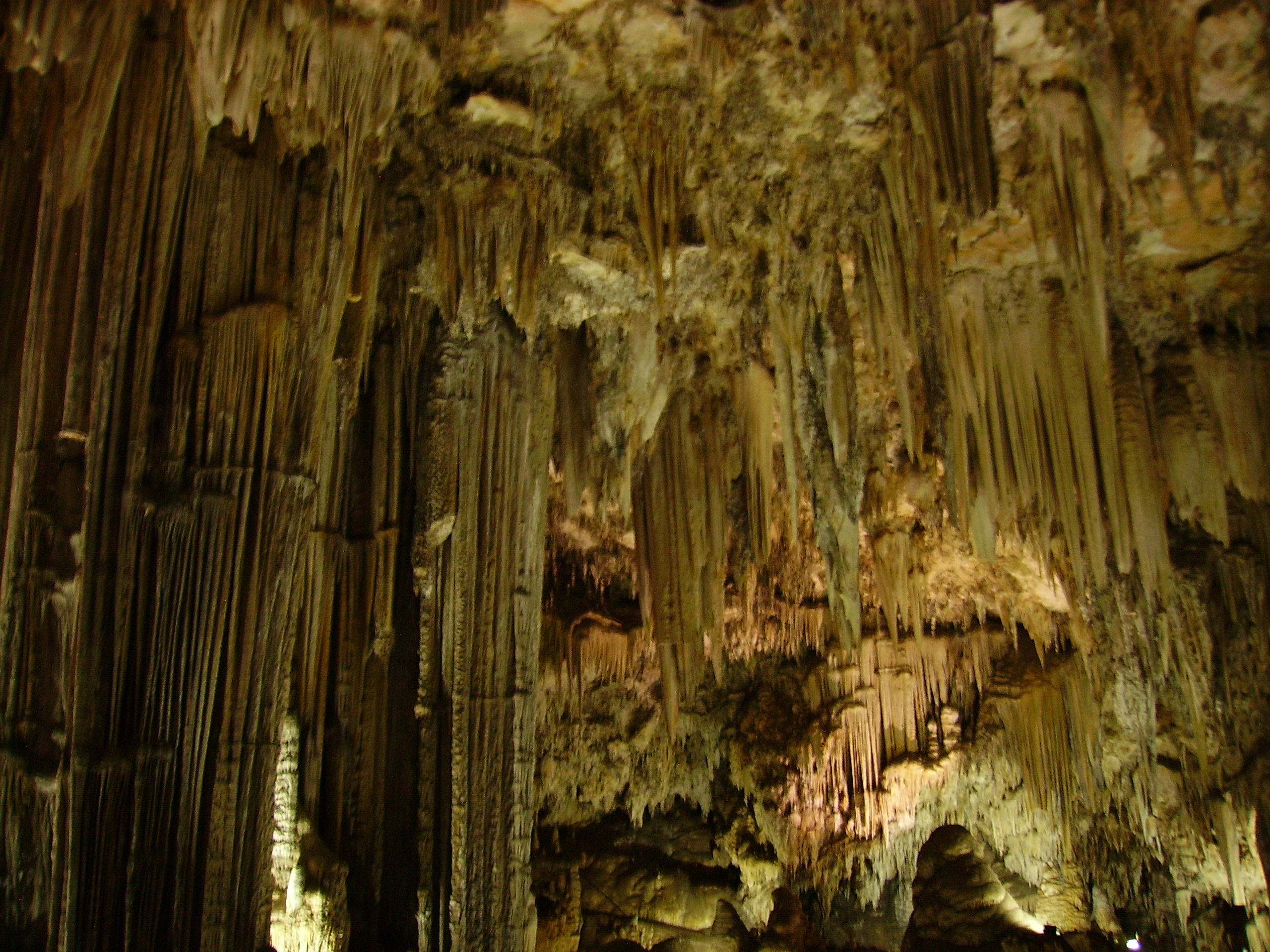
Stalattiti nella grotta di Nerja
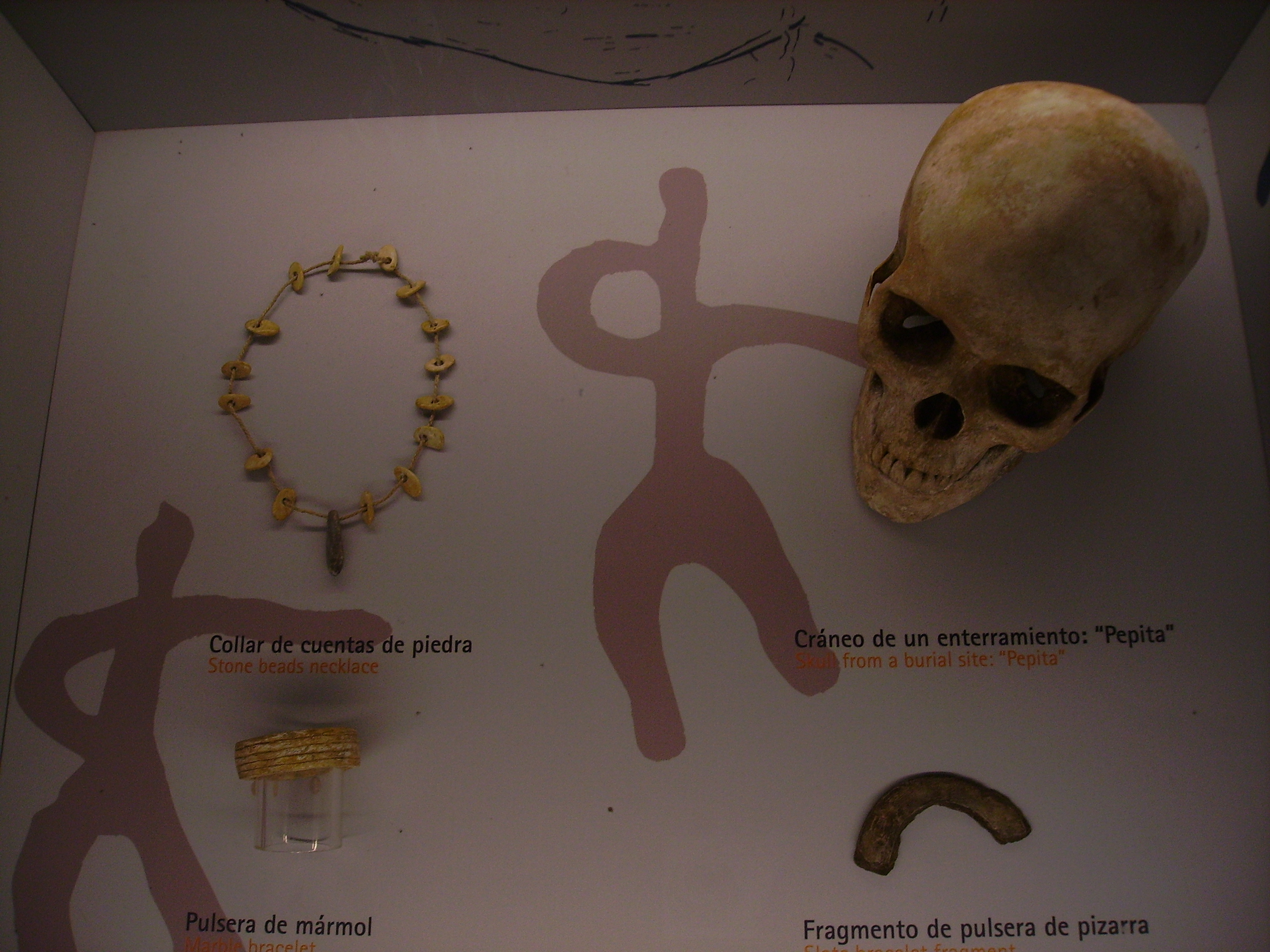
Fossili rinvenuti nella grotta di Nerja